# Mette Björnberg
Ebba Mette Elisabeth Björnberg, född 3 juni 1963 i Göteborg, är en svensk skulptör.
Mette Björnberg utbildade sig på Hovedskous målarskola i Göteborg 1989-91, Malmö konstskola Forum 1991-95 och Konsthögskolan i Malmö 1995-96.
Hon är gift med konstnären Richard Johansson. 

## Offentliga uppdrag i urval
- Salut, tegel och brons, 2006, Nya Boulevarden/Tivolibadsgatan i Kristianstad (tillsammans med Richard Johansson)
- Blomman, betong, 2007, Hagaströms skola i Gävle
- Kunskapsfabriken, brons, tegel och granit, 2009,  Brunnsåkerskolan i Halmstad (tillsammans med Richard Johansson)
- Ha en bra dag!, betong och aluminium, 2009, Molkomsbacken 24, Farsta i Stockholm
- Välkommen hem!, betong och aluminium, 2009, Molkomsbacken 47, Farsta i Stockholm
- Juvelerna i Jordbro, 2011, Jordbro i Haninge kommun (tillsammans med Richard Johansson)

## Galleri

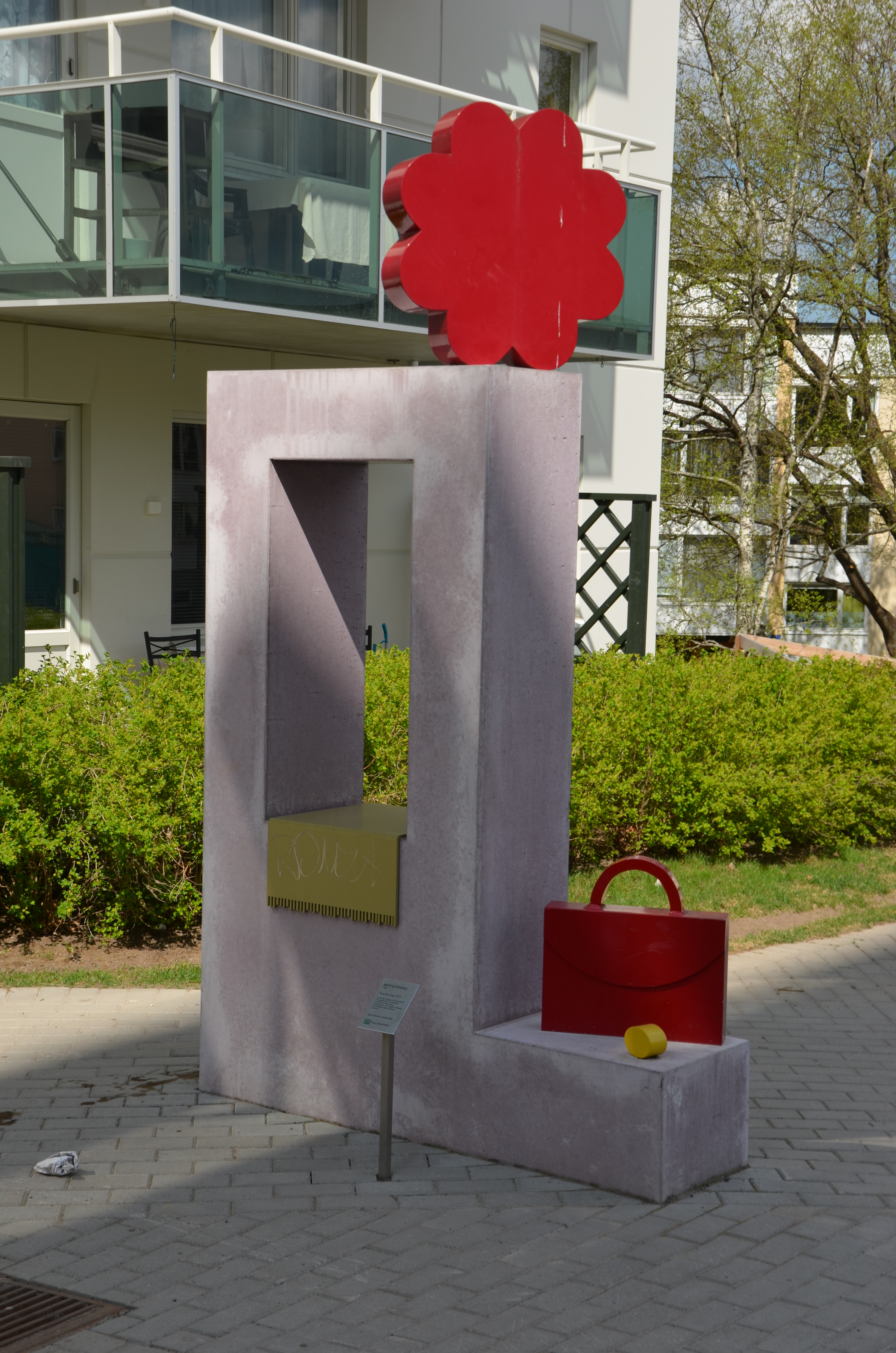
Ha en bra dag! i Farsta i Stockholm.
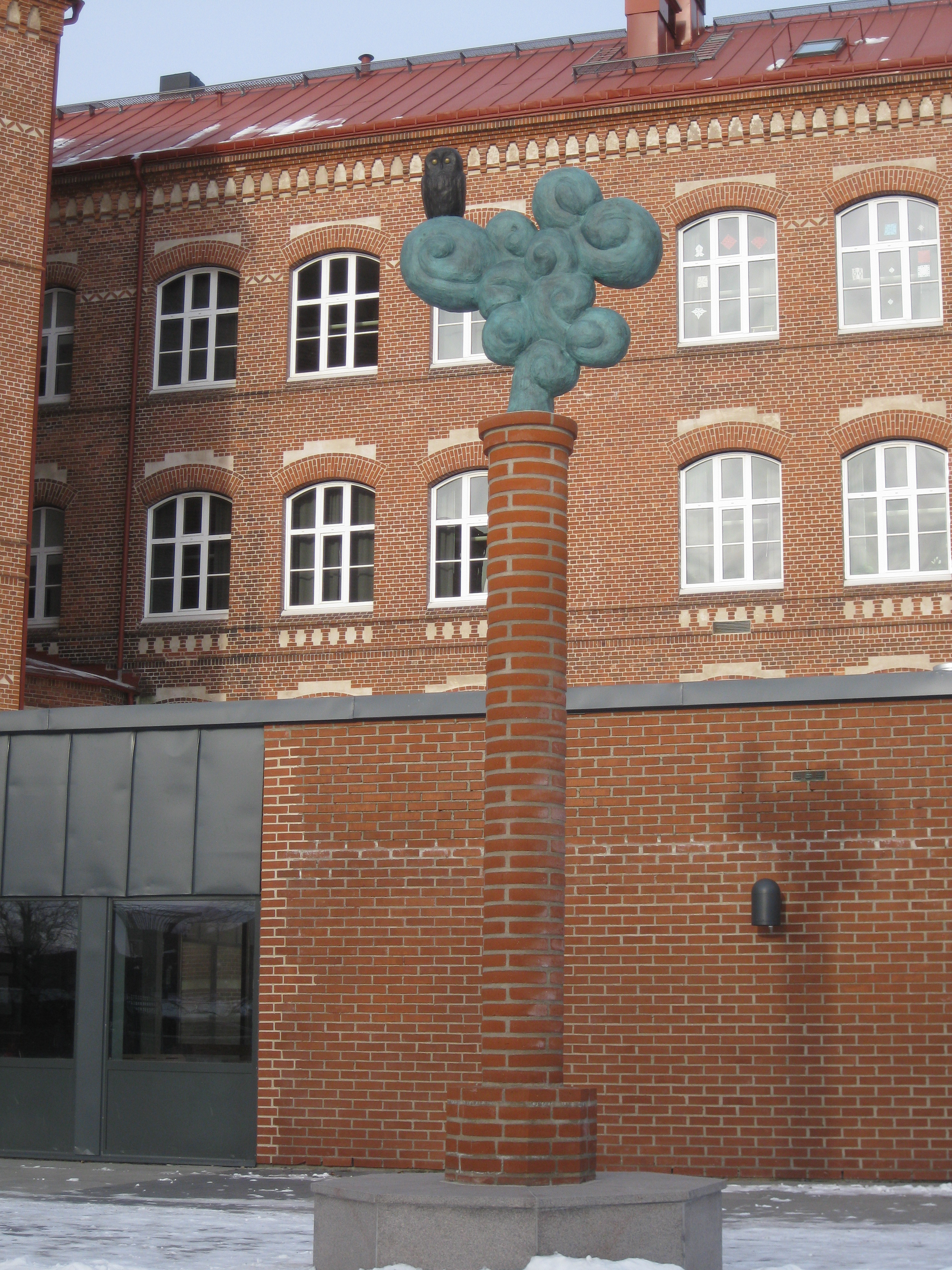
Kunskapsfabriken i Halmstad.
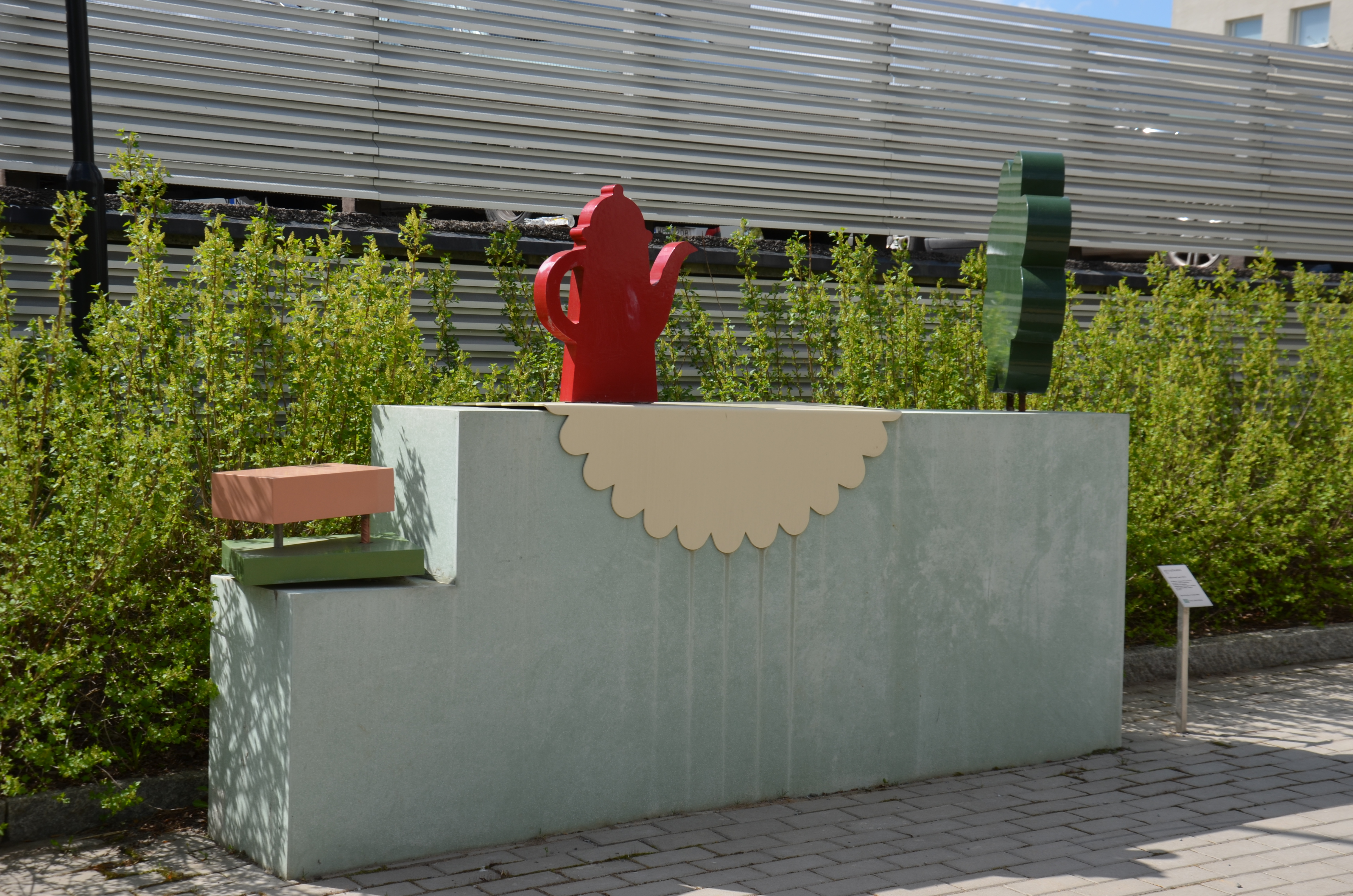
Välkommen hem! i Farsta i Stockholm.